# Молинела (Болоња)
Молинела (итал. Molinella) је насеље у Италији у округу Болоња, региону Емилија-Ромања.
Према процени из 2011. у насељу је живело 9377 становника. Насеље се налази на надморској висини од 7 м.

## Становништво
| 1931.  | 1936.  | 1951.  | 1961.  | 1971.  | 1981.  | 1991.  | 2001.  | 2011.  |
| ------ | ------ | ------ | ------ | ------ | ------ | ------ | ------ | ------ |
| 12.435 | 13.183 | 13.507 | 13.072 | 12.365 | 12.193 | 12.066 | 13.727 | 15.651 |